# Агроіндустріальні комбінати
Агроіндустріальні комбінати — агропромислові комбінати, що об’єднували радгоспи та колгоспи, діяли за єдиним виробничим планом. Виникли наприкінці 1929 і функціонували до 1-ї половини 1931. На початку 1930 було близько 300 АІК. Вони з’являлися переважно біля новобудов 1-ї п'ятирічки. В районі Дніпробуду діяли електрифіковані АІК. Економічним обґрунтуванням їх виробничої доцільності займався О. Шліхтер. Вважалося, що АІК повинні об’єднати всі наявні в Україні колгоспи та радгоспи в агропромислові підприємства. У березні 1931 VI Всесоюзний з’їзд рад відхилив принципи підпорядкування колгоспів і радгоспів АІК, визнав створення і діяльність останніх передчасними.